# Morcone
Pour les articles homonymes, voir Morcone (homonymie).
Morcone est une commune de la province de Bénévent dans la région Campanie en Italie.

## Géographie
- Oasis du lac de Campolattaro

## Histoire
Saint Barbat de Bénévent (+ 682), alors qu'il était prêtre de l'Église de Bénévent, fut envoyé comme curé de la paroisse Saint-Basile de Morcone. Mais les paroissiens se révélèrent incorrigibles et obstinés et le saint retourna à Bénévent où il fut bientôt choisi comme évêque.

## Administration
| Période                                  | Période | Identité | Étiquette | Qualité |
| ---------------------------------------- | ------- | -------- | --------- | ------- |
|                                          |         |          |           |         |
| Les données manquantes sont à compléter. |         |          |           |         |

### Hameaux
Canepino, Coste, Macchia, Piana, Torre

### Communes limitrophes
Campolattaro, Cercemaggiore, Cerreto Sannita, Circello, Pietraroja, Pontelandolfo, Santa Croce del Sannio, Sassinoro, Sepino